# A Hereford Beefstouw

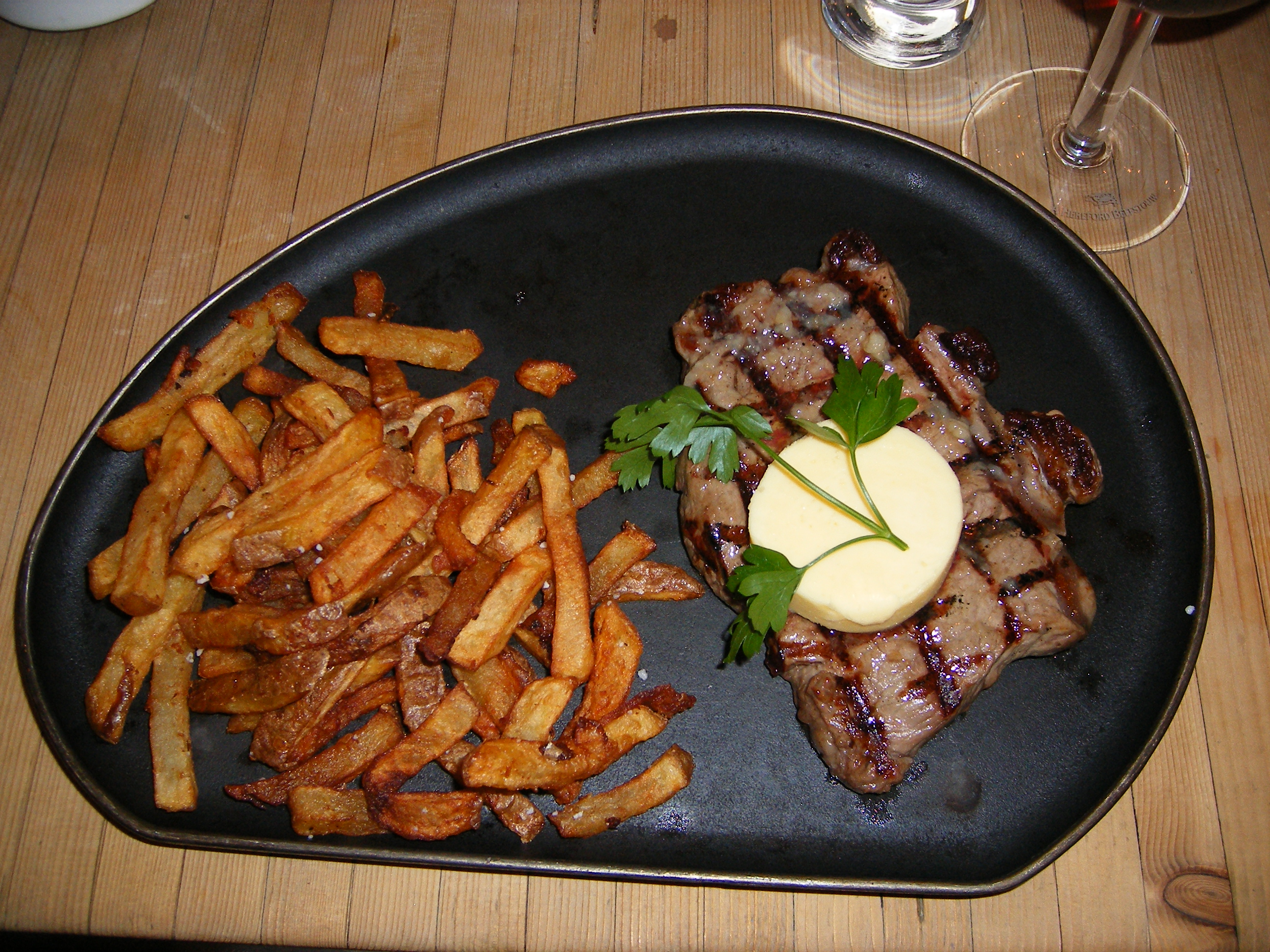
Stek z polędwicy wołowej z frytkami i masłem czosnkowym, potrawa z menu restauracji

A Hereford Beefstouw – duńska sieć restauracji. Specjalizuje się w potrawach mięsnych, w szczególności w stekach.
Założona w 1971 roku kiedy została otworzona pierwsza restauracja w Herning w Danii.  w sieci znajduje się łącznie 15 restauracji, w tym 11 restauracji znajdujących się w Danii, dwie w Australii (Adelaide, Melbourne), jedna w Grenlandii (Nuuk) oraz Szwecji (Göteborg).